# Flugplatz Goch-Asperden

i7
i11
i13
Der Flugplatz Goch-Asperden (ICAO-Code: EDLG) ist ein Sonderlandeplatz im Landkreis Kleve an der niederländischen Grenze. Er ist für Segelflugzeuge, Motorsegler, Ultraleichtflugzeuge und Motorflugzeuge mit einem Höchstabfluggewicht von bis zu zwei Tonnen zugelassen.

## Veranstaltungen

### Tag der offenen Tür
Seit 1975 veranstaltet der am Platz ansässige Luftsportverein Goch alljährlich zu Pfingsten einen Tag der offenen Tür. Neben Segel- und Motorkunstflugdarbietungen werden Rundflüge und Livemusik geboten.

### Deutsche Meisterschaften im Ultraleichtfliegen
Vom 25. bis zum 28. Mai 2017 fanden am Platz die Deutschen Meisterschaften im Ultraleichtfliegen statt.